# Preludi i fuga en si menor (BWV 893)
El “Preludi i fuga en si menor”, BWV 893 és l’última parella de preludis i fugues del Llibre 2 del Teclat ben temperat de Johann Sebastian Bach.

## Preludi
El preludi, en compàs 2/2, consta de 66 compassos. Podem dividir el preludi en quatre períodes:  
- Període I: Compàs 1-17→ Acaba amb una cadència perfecta en la tonalitat del relatiu major, Re Major.
- Període II: Compàs 17-41→ Acaba amb una cadència perfecta en la tonalitat de la Dominant menor, Fa sostingut menor.
- Període III: Compàs 41-57→ Acaba amb una mitja cadència a la 1a inversió de l'acord de novena dominant.
- Període IV: Compàs 57-66→ Acaba amb una cadència perfecta en la tonalitat de la tònica, Si menor.
Aquest preludi es basa en quatre temes o motius principals:
TEMA 1: Consisteix en quatre compassos. Aquest tema apareix diverses vegades durant el preludi: 
- Compassos 1-4 (veu aguda).
- Compassos 5-8 (veu greu).
- Compassos 17-20 (veu aguda).
- Compassos 21-24 (veu greu).
- Compassos 25-28 (veu greu).
- Compassos 29-32 (veu aguda).
- Compassos 41-44 (inici a la veu aguda i després passa a la veu greu).
- Compassos 59-62 (veu greu).

TEMA 2: Consisteix en quatre compassos. Aquest tema es realitza totes les vegades a la vegada que el tema 1. Apareix als següents compassos: 
- Compassos 1-4 (veu greu).
- Compassos 17-20 (veu greu).
- Compassos 41-42 (veu greu), tema incomplet.

TEMA 3: Consisteix en tres figures aïllades. També apareix a la vegada que el tema 1. El trobem en els següents compassos:
- Compassos 5-8 (veu aguda).
- Compassos 29-32 (veu greu).

TEMA 4: Es tracta d’un tema que s’utilitza per al treball d’episodis entre les entrades dels grans temes I i II. Fa la seva primera aparició al compàs 9 fins al 16. El tornem a trobar entre els compassos 45 i 52.

## Fuga
La fuga, en compàs 3/8, consta de 100 compassos. Està escrita a tres veus. Podem dividir la fuga en tres grans seccions:

##### SECCIÓ D'ENUNCIACIÓ
Compàs 1-6: Tema al contralt (Si menor).
Compàs 6-12: Resposta tonal als aguts (Fa sostingut menor).
Compàs 12-15: Codetta, modulant de Fa sostingut menor a Si menor.
Compàs 15-21: Tema al baix (Si menor).
Compàs 21-26: Episodi I, modulant de si menor a Fa sostingut menor.
Compàs 26-32: Resposta al contralt, amb contrasubjecte (el qual apareix per primer cop) al baix (Fa sostingut menor).

##### SECCIÓ MODULATORIA
Compàs 32-35: Episodi II, modulant de Fa sostingut menor a Re major.
Compàs 35-41: Subjecte als aguts, amb contrasubjecte al contralt (Re major).
Compàs 41-44: Episodi III, modulant de Re major a La major.
Compàs 44-50: Subjecte al baix amb contrasubjecte en aguts [la major].
Compàs 50-54: Episodi IV, modulant de La major a Fa sostingut menor.
Compàs 54-60: Resposta al contralt, amb contrasubjecte en aguts (fa sostingut menor).
Compàs 60-69: Episodi V, modulant de Fa sostingut menor a Si menor.
Compàs 69-72: Tema al contralt. Contrasubjecte absent.
Compàs 70-76: Stretto I. Tema al baix. Contrasubjecte absent (Mi menor).
Compàs 76-81: Episodi VI, modulant de Mi menor a Si menor.

##### SECCIÓ RECAPITULATIVA
Compàs 81-87: Tema en aguts. Contrasubjecte absent (Si menor).
Compàs 87-100: Coda (Si menor).
Compàs 96-99: Tema al contrallt. Contrasubjecte absent (Si menor).
Compàs 97-99: Stretto II. Tema al baix (Si menor).
Compàs 99-100: Tema als aguts, ornamentat amb notes de pas (Si menor).

La textura contrapuntística de la fuga es combina amb característiques típiques de l'estil galant francès:
- Salts melòdics (intervals de vuitena en el subjecte).
- Varietat de motius que eviten el caràcter homogeni de la música barroca (dos contrasubjectes i motius nous als episodis).
- El baix perd pes com a línia melòdica principal.

Aquesta Fuga té una Resposta "tonal" i s'anomena Fuga "tonal". L'alteració de la resposta, per motius de tonalitat, es fa de la primera nota a la segona.
L'estructura de la fuga sorgeix de l'organització d'alguns elements temàtics i tonals:
- Entrades de subjecte i/o resposta
- Els episodis
- Modulacions, tonalitats i cadències
- Canvis de registre, passatges a dues veus i silencis amb funció estructural

El subjecte apareix deu vegades en forma de subjecte i/o resposta. Les dues primeres entrades amb el contrasubjecte 1 i les restants amb el contrasubjecte 2:
- La primera secció comprèn l'exposició amb tres entrades, que es prolonga amb una contraexposició (quarta entrada a Fa# menor).
- La segona secció, central, té tres entrades en la tonalitat relativa de Re Major/La major les dues primeres i la sisena entrada a Fa# menor.
- La tercera secció, reexposició, conté una entrada incompleta en Si menor que forma estret amb l'entrada nou en mi menor (subdominant). L'última entrada, en la tonalitat principal, dona pas a l'últim episodi